# St. Dionysius (Salomonsborn)

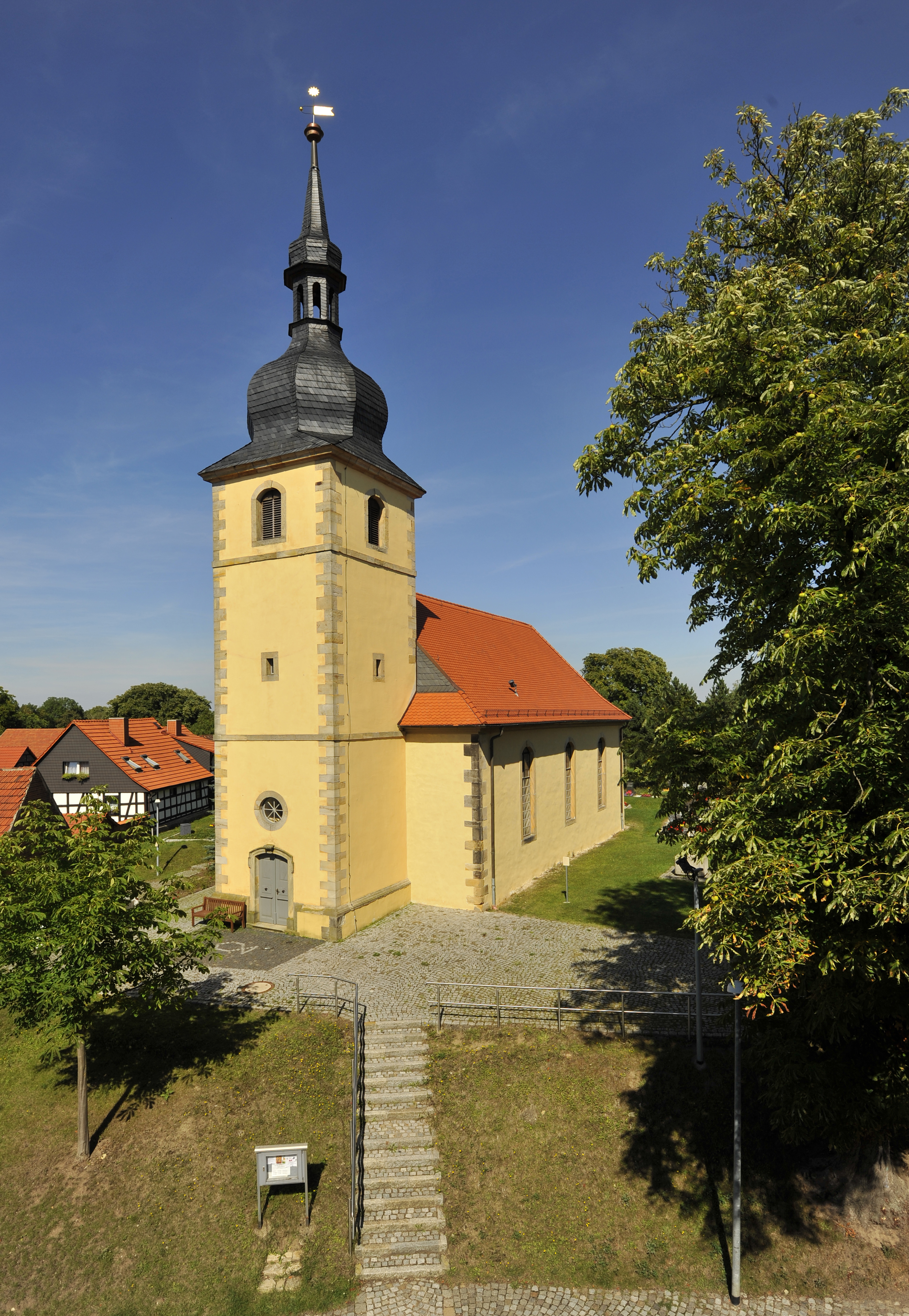
St. Dionysius

Die St.-Dionysius-Kirche ist die evangelisch-lutherische Kirche von Salomonsborn, einem Ortsteil der thüringischen Landeshauptstadt Erfurt. Sie gehört zum Kirchspiel Marbach-Salomonsborn im Kirchenkreis Erfurt der Evangelischen Kirche in Mitteldeutschland.

## Geschichte
Die Grundsteinlegung erfolgte am 23. April 1738. Die bauliche Fertigstellung war 1740 und die Kirchweihe auf den Namen St. Dionysius fand am 27. Juli 1747 statt.

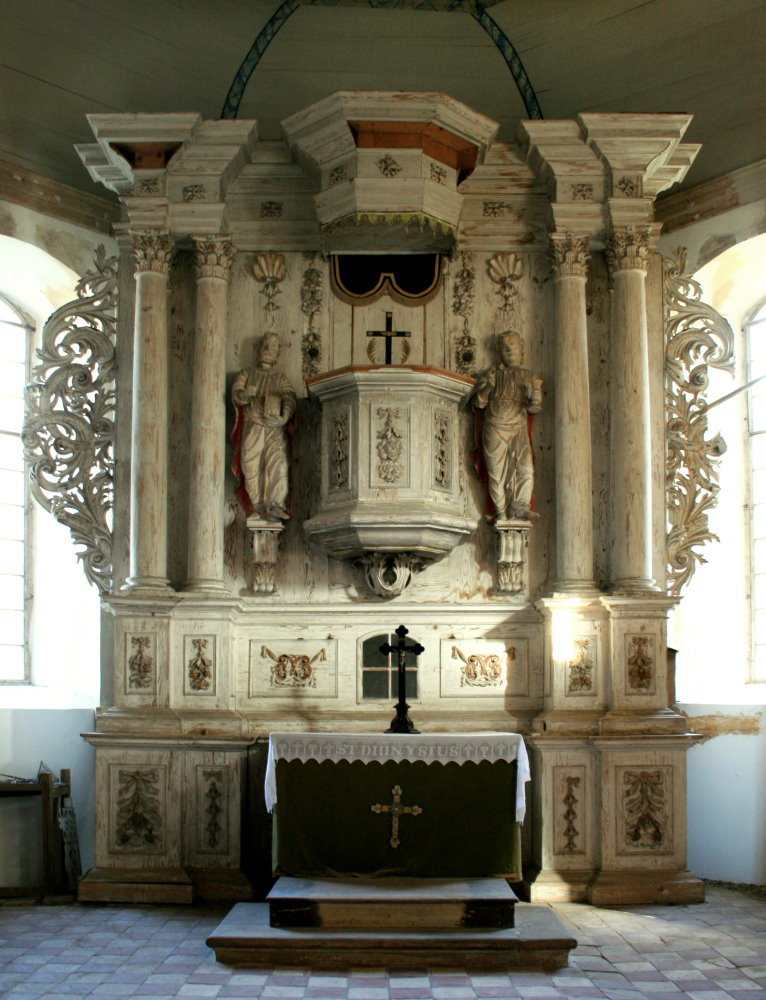
Holzaltar vor der Restaurierung

Im Jahre 1838 wurde das gesamte Kirchenschiff mit Deckengewölbe, Emporen, Herrschaftsständen und Altar mit einem weißen Kalkanstrich versehen. Damit verschwand die Ausmalung aus der Barock- und Rokokozeit. Im Gottesdienst am 15. Oktober 1838 verkündete der Pfarrer, dass die Kirche „von allem unnötigen Ziehrrat“ befreit sei. Heute steht sie unter Denkmalschutz.

## Beschreibung
Auf einem quadratischen Grundriss trägt der Kirchturm eine oktogonale schiefergedeckte Kuppel mit einer schieferverkleideten Laterne, die von einer Turmkugel mit Wetterfahne gekrönt wird.
Am 20. Oktober 1998 wurde der Turmknopf abgenommen und in der Kirche feierlich geöffnet; der Inhalt wurde dokumentiert.
Im Turm befand sich früher eine Uhr, die bei der Sanierung Mitte der 1990er-Jahre entfernt wurde. Von ehemals drei Glocken wird heute per Hand die Schillingglocke von 1920 geläutet. Durch ihre Inschrift „Gottes Segen über Salomonsborn“ konnte sie auf dem Glockenfriedhof in Hamburg St. Dionysius in Salomonsborn zugeordnet und 1950 wieder eingebaut werden. Die mittlere Glocke entging dem Schicksal, eingeschmolzen zu werden. Warum sie dem Abtransport 1941 entging, ist unbekannt. Sie ist ein Werk des Erfurter Glockengießers Eckart Kucher von 1575 und kam 1849 aus der Erfurter St. Andreasgemeinde in den Turm.
Auf der obersten Empore stand eine Orgel des Orgelbaumeisters Johann Michael Hesse von 1760. Sie musste Mitte der 1990er-Jahre wegen schwerer Schäden am Kirchendach ausgebaut werden und lagert heute an verschiedenen Stellen.

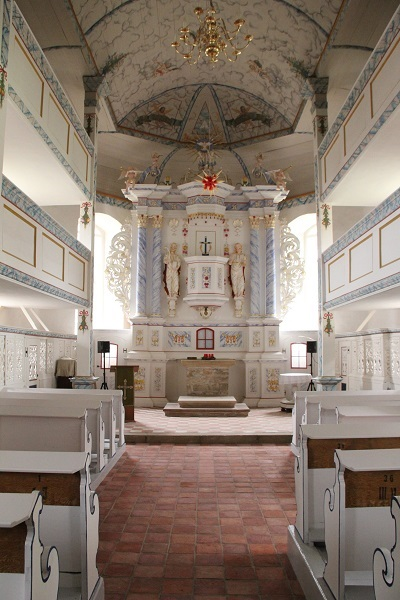
Barocker Holzaltar nach der Restaurierung

Nach der politischen Wende wurde das Kirchendach neu gedeckt. Da statische Momente unzureichend beachtet wurden, drifteten die Mauern auseinander. Der Einbau einer Zwischendecke ermöglichte die weitere Nutzung der Kirche. Im Juli 2008 wurden die Bretter des Deckentonnengewölbes entfernt und dabei nummeriert. Es folgte im Februar 2009 die Herunternahme der Ziegel und in der Folge der Rückbau des Dachstuhls, der Einbau eines Ringankers, das Setzen des Dachstuhls unter Mitverwendung der Originalsparren und die Neueindeckung mit den gleichen Ziegeln. Die Bretter der Tonne wurden entsprechend ihrer Nummerierung angebracht. Dabei wurde eine Malerei aus der Entstehungszeit der Kirche frei gelegt.
Dem Gemeindekirchenrat und dem Förderverein der St. Dionysiuskirche ist es zu verdanken, dass am 16. August 2010 der Restaurator Benno Busch damit beginnen konnte, das Mittelbild des Tonnengewölbes zu restaurieren. Es stellt Die Verklärung Jesu auf dem Berg Tabor (nach Matthäus 17, 1–9 bzw. Lukas 9, 28–36) dar. Das restaurierte Schriftband links vom Mittelbild enthält den text: „Dies ist mein lieber Sohn – an dem hab ich gefallen“. Die rechte Inschrift wurde nur im zweiten Teil lesbar: „.... höret dann die Stimm Gottes“. Zur Weihe der Kirche waren vermutlich das Mittelbild und die beiden Putten mit Spruchbändern im Chorbereich gemalt. Eine Kirchenrechnung aus dem Jahre 1775 belegt die Bezahlung für die Ausmalung der Gewölbedecke mit Putten und Wolken und der Emporen. Bei einer Putte versagten dem Restaurator seine Möglichkeiten, sie erkennbar herzustellen. Sie blieb unvollendet. Blumenzopfmalereien an den Ständerpfeilern und blaue Vasen mit Blumendekoren über den Kapitellen der Stützpfeiler sowie die Marmorierung der Kranzgesimse geben dem Kirchenschiff einen festlichen Charakter.
Der barocke Kanzelaltar mit architektonischer Gliederung, ornamentalem Schnitzwerk und zwei Plastiken (Johannes und Jacobus), ist vollständig in Holz gefertigt. Auf der Vorderseite ist unter einem ausladenden Kranzgesims, welches von vier Säulen getragen wird, eine Kanzel angebracht. An ihrer Unterkante ist sie als Schalldecke mit filigranem Lambrequin- und Quastenbesatz ausgebildet. Die polychrome Farbigkeit bestand aus einem weißen Grundanstrich, teilweiser blau-weißer Marmorierung (an den Säulen), partieller Vergoldung und inkarnatfarben gefassten Figurenteilen. Die Farbigkeit wurde konsequent an der Einhausung des Chorgestühls, den Herrschaftsständen, weiter geführt. Dies betrifft die Weißgrundierung mit der blau-weißen Marmorierung und rotbrauner Umrahmung, wie sie bei den Kassettenfonds wiederzufinden ist. Die Leisten der Kassetten sind ocker gestrichen. An den Wangen der Gestühlbänke konnte die barocke Farbigkeit nachgewiesen werden. in den Sitzreihen sind die später aufgetragenen Initialen Salomonsborner Gemeindemitglieder ablesbar.
Ein weiterer Befund zeigt sich am Fußboden. Hier wurden Ziegelplatten im braun-weißen Schachbrettmuster verlegt. Eine Ritzbeschriftung zeigt die Jahreszahl 1760. Zur Zeit der Kirchweihe waren hier Holzdielen mit diesem Farbaufstrich verlegt worden.

## Umgebung
Die Kirche umschließt ein kircheneigener Friedhof für Erd- und Feuerbestattungen, einschließlich einer halbanonymen Urnengemeinschaftsanlage.